# Dicranomyia croceibasis
Dicranomyia croceibasis är en tvåvingeart som först beskrevs av Alexander 1942.  Dicranomyia croceibasis ingår i släktet Dicranomyia och familjen småharkrankar.
Artens utbredningsområde är Peru. Inga underarter finns listade i Catalogue of Life.